# 美國海軍陸戰隊第242戰鬥機攻擊中隊
美國海軍陸戰隊第242战斗机攻击中队（英語：Marine Fighter Attack Squadron 242，簡稱），2020年10月16日前稱海军陆战队第242全天候战斗机攻击中队（Marine All- Weather Fighter Attack Squadron 242 (VMFA(AW)-242)）是美國海軍陸戰隊航空兵的飛行中队，绰号为“蝙蝠中队”，使用F/A-18D“大黄蜂”戰鬥攻擊機。基地位于日本山口縣岩国海军陆战队航空站，隸屬於第1海軍陸戰飛行聯隊的第12飛行大隊。2020年10月16日，為因應隊上機種由F/A-18D大黃蜂戰鬥攻擊機替換為F-35B戰鬥機而更為現名。

一架隸屬242戰鬥機攻擊中隊的F/A-18D大黄蜂式戰鬥攻擊機，攝於岩國基地，2020年4月28日

## 画廊

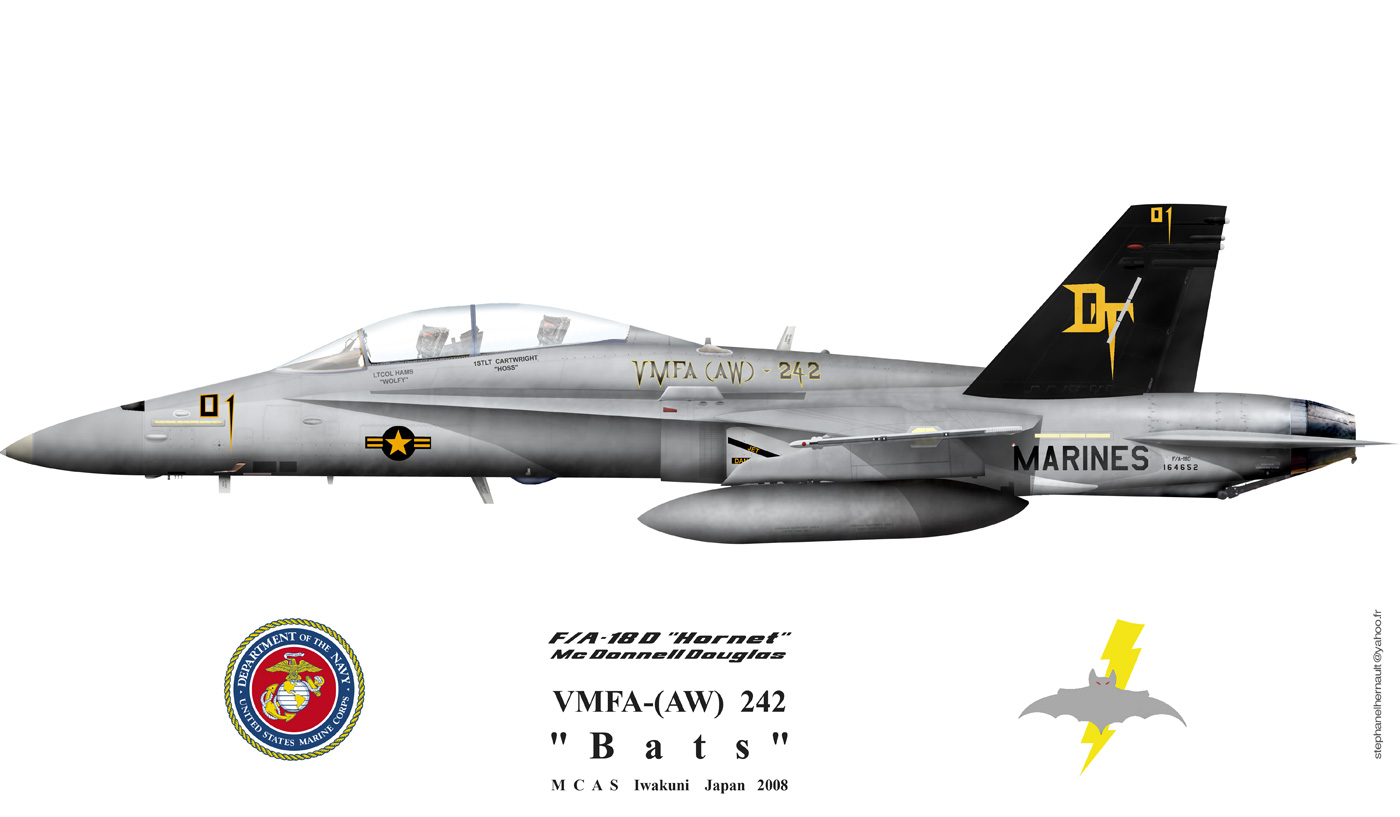
F/A-18D配色方案

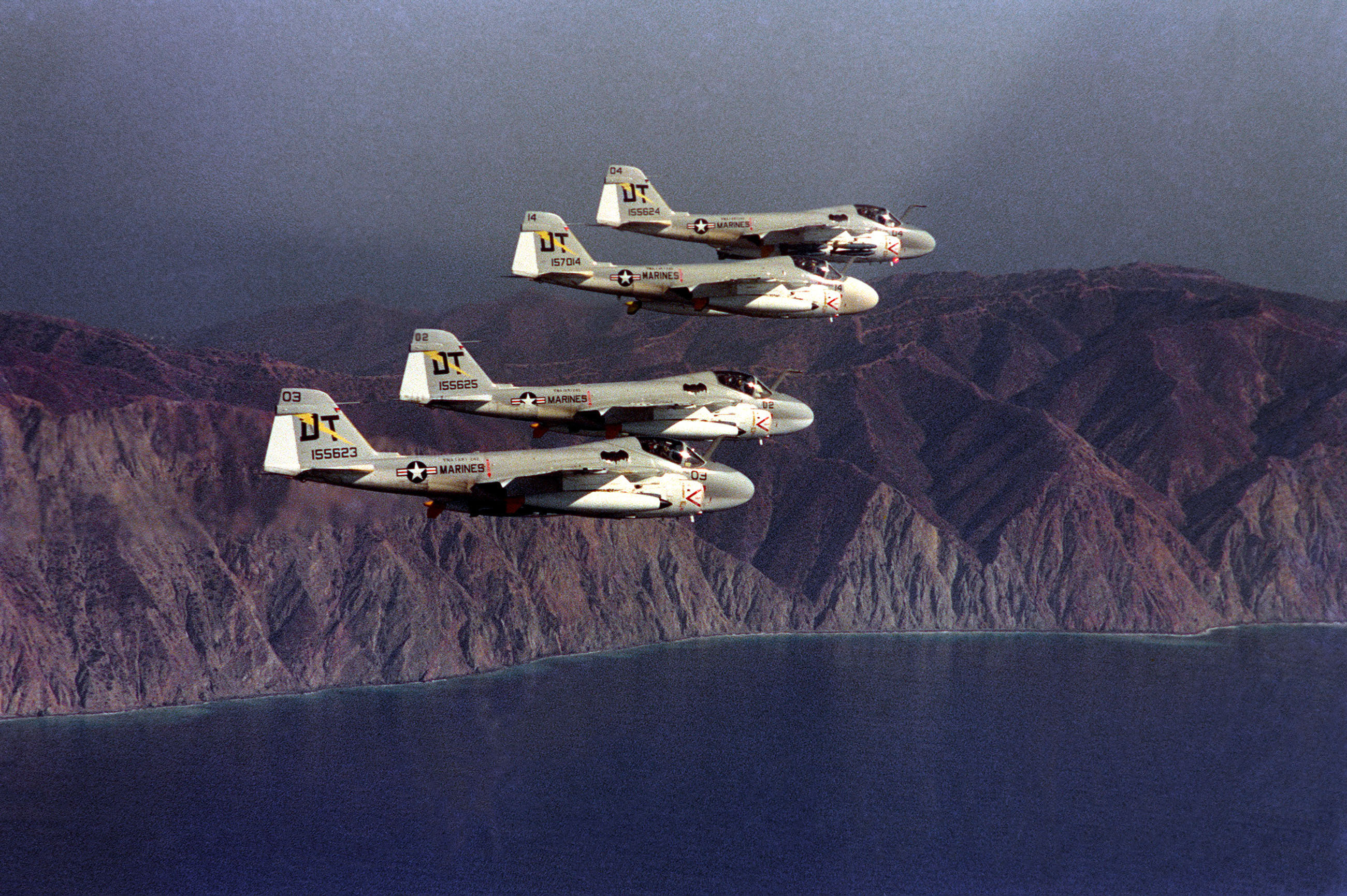
四架VMA(AW)-242的A-6A入侵者攻击机，摄于1975年